# Eddie Kirkup
Eddie Kirkup (eigentlich Ernest Kirkup; * 12. Juli 1929) ist ein ehemaliger britischer Marathonläufer.
1955 siegte er bei einem Marathon von Doncaster nach Sheffield und bei den Edinburgh Highland Games und kam beim Košice-Marathon auf den 18. Platz. Im Jahr darauf wurde er Achter beim Polytechnic Marathon in 2:25:29 h und Sechster bei der Englischen Meisterschaft.
1957 siegte er beim Polytechnic Marathon, wurde mit seiner persönlichen Bestzeit von 2:22:28 h Englischer Meister und kam in Košice auf den zweiten Platz.
1958 wurde er Fünfter beim Polytechnic Marathon und für England startend Vierter bei den British Empire and Commonwealth Games in Cardiff.